# Picea crassifolia
Espèce
Classification phylogénétique
Synonymes
Statut de conservation UICN

 LC  : Préoccupation mineure
Picea crassifolia ou le « Qinghai spruce » (épicéa de Qinghai en français) est une espèce de conifère de la famille des Pinaceae, endémique de Chine.
Il est présent dans les provinces de Chine de Ningxia, Gansu, Qinghai et en Mongolie-Intérieure. On le trouve à une altitude comprise entre 1 600 et 3 800 m